# Vila Nova da Rainha (Azambuja)
Vila Nova da Rainha is een plaats (freguesia) in de Portugese gemeente Azambuja en telt 710 inwoners (2001).